# Moviment Friül
Moviment Friül (MF) és un partit polític italià fundat el 1966, que demana l'autogovern del Friül. Fou creat arran les protestes universitàries de 1965-1967 i com a protesta per la constitució regional del Friül-Venècia Júlia de 1964. Format per militants catòlics de base, va rebre el suport de la petita burgesia i amb suport del diari Int furlane i la Union Furlane das Universitaris, que reclamava la creació d'una universitat a Udine.
Ideològicament era autonomista amb connotacions populistes i socialment centrista, que revelava l'heterogeneïtat social i ideològica dels seus components (capellans, estudiants, burgesia professional urbana, etc.). Publica el diari portaveu Friul d'Oggi. Es presentà per primer cop a les Eleccions regionals de Friül-Venècia Júlia de 1968 i va obtenir el 5,1% dels vots i 3 escons. El 1972 va participar en les manifestacions contra les bases militars italianes.
A les eleccions regionals de 1973 obté el 3% i dos escons. El juliol de 1976 participaria en les manifestacions de protesta pel paper de les autoritats italianes en el terratrèmol que sacsejà la regió i es produí la radicalització del moviment furlà, cosa que el perjudicaria electoralment. A les eleccions regionals de 1978 i 1983 obté el 4% i dos escons, però posteriorment baixaria significativament, cosa que el faria oscil·lar en l'aproximació estratègica a la DCI o als partits d'esquerra. A les eleccions regionals de 1988 baixa a 1,7% dels vots i un escó.
A les eleccions regionals de 1993 ja no fou escollit, i destacats militants, com g Roberto Visentin, Pietro Fontanini, Sergio Cecotti i Alessandra Guerra, ingressaren a la Lliga Nord Friül. El 1998 va donar suport Sergio Cecotti, candidat de la Lliga Nord a l'alcaldia d'Udine. A les eleccions regionals de 2003 va donar suport a la candidata de centredreta Alessandra Guerra (Lliga Nord), però a les eleccions regionals de 2008 va donar suport al candidat de centreesquerra Riccardo Illy.